# Campeonato Mundial de Handebol Masculino de 1990
O Campeonato Mundial de Handebol Masculino de 1990 foi a 12ª edição do Campeonato Mundial de Handebol. Foi disputado na Tchecoslováquia de 28 de fevereiro a 10 de março de 1990.

## Times
| Grupo A | Grupo B         | Grupo C    | Grupo D           |
| ------- | --------------- | ---------- | ----------------- |
| Argélia | Tchecoslováquia | Cuba       | Alemanha Oriental |
| França  | Roménia         | Islândia   | Japão             |
| Hungria | Coreia do Sul   | Espanha    | Polónia           |
| Suécia  | Suíça           | Iugoslávia | União Soviética   |

## Fase Preliminar

### Grupo A
| Time    | P | V | E | D | GP | GC | SG  | Pts. |
| ------- | - | - | - | - | -- | -- | --- | ---- |
| Suécia  | 3 | 3 | 0 | 0 | 71 | 57 | +14 | 6    |
| Hungria | 3 | 2 | 0 | 1 | 61 | 59 | +2  | 4    |
| França  | 3 | 1 | 0 | 2 | 59 | 65 | -6  | 2    |
| Argélia | 3 | 0 | 0 | 1 | 55 | 65 | -10 | 0    |

### Grupo B
| Time            | P | V | E | D | GP | GC | SG  | Pts. |
| --------------- | - | - | - | - | -- | -- | --- | ---- |
| Roménia         | 3 | 3 | 0 | 0 | 75 | 57 | +18 | 6    |
| Coreia do Sul   | 3 | 1 | 0 | 2 | 69 | 72 | -3  | 2    |
| Tchecoslováquia | 3 | 1 | 0 | 2 | 58 | 62 | -4  | 2    |
| Suíça           | 3 | 1 | 0 | 2 | 46 | 57 | -11 | 2    |

### Grupo C
| Time       | P | V | E | D | GP | GC | SG | Pts. |
| ---------- | - | - | - | - | -- | -- | -- | ---- |
| Espanha    | 3 | 3 | 0 | 0 | 66 | 61 | +5 | 6    |
| Iugoslávia | 3 | 2 | 0 | 1 | 72 | 65 | +7 | 4    |
| Islândia   | 3 | 1 | 0 | 2 | 65 | 69 | -4 | 2    |
| Cuba       | 3 | 0 | 0 | 3 | 76 | 84 | -8 | 0    |

### Grupo D
| Time              | P | V | E | D | GP | GC | SG  | Pts. |
| ----------------- | - | - | - | - | -- | -- | --- | ---- |
| União Soviética   | 3 | 3 | 0 | 0 | 95 | 56 | +39 | 6    |
| Alemanha Oriental | 3 | 2 | 0 | 1 | 70 | 73 | -3  | 4    |
| Polónia           | 3 | 1 | 0 | 2 | 63 | 68 | -5  | 2    |
| Japão             | 3 | 0 | 0 | 3 | 55 | 86 | -31 | 0    |

## Segunda Rodada

### Grupo 1
| Time            | P | V | E | D | GP  | GC  | SG  | Pts. |
| --------------- | - | - | - | - | --- | --- | --- | ---- |
| Suécia          | 5 | 4 | 0 | 1 | 130 | 101 | +29 | 8    |
| Roménia         | 5 | 4 | 0 | 1 | 117 | 105 | +12 | 8    |
| Hungria         | 5 | 3 | 1 | 1 | 110 | 108 | +2  | 7    |
| Tchecoslováquia | 5 | 1 | 2 | 2 | 107 | 116 | -9  | 4    |
| França          | 5 | 1 | 1 | 3 | 109 | 115 | -6  | 3    |
| Coreia do Sul   | 5 | 0 | 0 | 5 | 119 | 147 | -28 | 0    |

### Grupo 2
| Time              | P | V | E | D | GP  | GC  | SG  | Pts. |
| ----------------- | - | - | - | - | --- | --- | --- | ---- |
| União Soviética   | 5 | 5 | 0 | 0 | 148 | 109 | 39  | 10   |
| Iugoslávia        | 5 | 3 | 0 | 2 | 120 | 102 | +18 | 6    |
| Espanha           | 5 | 3 | 0 | 2 | 109 | 114 | -5  | 6    |
| Alemanha Oriental | 5 | 2 | 0 | 3 | 106 | 111 | -5  | 4    |
| Islândia          | 5 | 1 | 0 | 4 | 101 | 117 | -16 | 2    |
| Polónia           | 5 | 1 | 0 | 4 | 102 | 133 | -31 | 2    |

## 3º / 4º lugar
| Data       | Partida¹ | Partida¹ | Partida¹   | Placar |
| ---------- | -------- | -------- | ---------- | ------ |
| 10.03.1990 | Roménia  | -        | Iugoslávia | 27-21  |

- (¹) -  Em Praga

## Final
| Data       | Partida¹ | Partida¹ | Partida¹        | Placar |
| ---------- | -------- | -------- | --------------- | ------ |
| 10.03.1990 | Suécia   | -        | União Soviética | 27-23  |

- (¹) -  Em Praga

## Classificação Final
|    | Suécia            |
|    | União Soviética   |
|    | Roménia           |
| 4  | Iugoslávia        |
| 5  | Espanha           |
| 6  | Hungria           |
| 7  | Tchecoslováquia   |
| 8  | Alemanha Oriental |
| 9  | França            |
| 10 | Islândia          |
| 11 | Polónia           |
| 12 | Coreia do Sul     |
| 13 | Suíça             |
| 14 | Cuba              |
| 15 | Japão             |
| 16 | Argélia           |

## Elencos Medalhistas
| Suécia Magnus Andersson Per Carlén Magnus Cato Johan Eklund Mats Fransson Erik Hajas Björn Jilsén Ola Lindgren Mats Olsson Staffan Olsson Jonas Persson Axel Sjöblad Sten Sjögren Tomas Svensson Pierre Thorsson Magnus Wislander | União Soviética Vyacheslav Atavin · Yuri Gavrilov · Valeri Gopin · Aleksandr Karshakevich · Oleg Kiselyov · Igor Kustov · Andrey Lavrov · Yuri Nesterov · Konstantin Sharovarov · Georgi Sviridenko · Igor Tchumak · Aleksandr Tuchkin · Andrey Tyumentsev · Valeri Vassilyev · Andrei Xepkin · Mikhail Yakimovich | Romênia Dumitru Berbece Alexandru Buligan Ianos Cicu Vasile Cocuz Marian Dumitru Cornel Durau Adrian Ghimes Robert Licu Ion Mocanu Costica Neagu Nicolae Popescu Rudi Prisacaru Maricel Voinea Valentin Cristian Zahavia |

## Artilheiros
| Jogador                    | Gols |
| -------------------------- | ---- |
| 1. Julián Duranona (CUB)   | 55   |
| 1. Aleksandr Tuchkin (URS) | 55   |
| 3. Ye-Huan Kim (KOR)       | 50   |
| 4. Philippe Debureau (FRA) | 39   |
| 5. Irfan Smajlagić (YUG)   | 38   |
| 6. Marian Dumitru (ROM)    | 37   |
| 6. Yafar Belhosin (ALG)    | 37   |
| 8. Aleix Franch (ESP)      | 36   |
| 8. Bogdan Wenta (POL)      | 36   |
| 8. László Marosi (HUN)     | 36   |
| 8. Javier Cabanas (ESP)    | 36   |

| Campeonato Mundial de Handebol Masculino de 1990 |
| Campeão                                          |
| ------------------------------------------------ |
| Suécia 3º Título                                 |

## Ligações Externas
- Men Handball World Championship 1990
- Dataesport